# Princípio do protetor-recebedor
O princípio do protetor-recebedor é um princípio jurídico que rege o Direito Ambiental brasileiro.
Trata-se do princípio que institui benefícios e compensações por serviços ambientais, em favor daqueles que atuam na defesa do meio ambiente. Estes benefícios podem ocorrer por meio de concessão de créditos subsidiados, redução de tributos ou instituição de isenções tributárias. Objetiva-se promover a justiça ambiental, viabilizando-se o desenvolvimento sustentável. Possui previsão no art. 6º da Lei de Resíduos Sólidos.